# Laurentino Garcia y Garcia
Laurentino Garcia y Garcia (Villamejil, 16 marzo 1948) è un archeologo e storico spagnolo.

## Biografia

### La formazione agli studi
Figlio di Cayetano García Álvarez e di María Socorro García Fernández nel settembre del 1958 entrerà nel collegio dei Domenicani della Vergine del Cammino, alle porte di León. Dopo sei anni di studio inizierà il noviziato a Caleruega (Burgos). In seguito studierà più di tre anni a Las Caldas del Besaya (Santander), dove frequenterà il corso di filosofia, poi un altro anno di approfondimento e d’inizio di studi teologici a Salamanca, presso la Facoltà di Teologia di San Sebastiano.
Nel 1969, dopo aver frequentato l’Università di Oviedo, si trasferirà a Roma per terminare i corsi di filosofia presso la Pontificia università "San Tommaso d'Aquino" e per poi laurearsi nel 1970. 

### Gli studi archeologici
L’americano Halsted Billing van der Poel lo chiamerà per degli studi archeologici in Campania, finanziati dall’Università di Houston. Il 19 dicembre del 1970, sposerà Maria Barraco.
Garcia y Garcia  lavorerà col gruppo Research In Campanian Archaeology  fino al 1986, quando dopo alcune divergenze con lo stesso van der Poel, finite poi in una lite brusca e burrascosa, lascerà il gruppo per dedicarsi alla libreria di proprietà della moglie. Alla fine di aprile del 1987, passerà alla Casa Editrice Bardi e per questa scriverà alcuni libri su Pompei, Ercolano e le altre città e territori sepolti dal Vesuvio nel 79 d.C.
Dal 1987 fino alla fine del 2011 è stato il direttore editoriale e responsabile della casa editrice Bardi Editore, marchio scomparso dopo la morte del Dr. Paolo Bardi, figlio del fondatore Giovanni Bardi. Proprio in questi stessi anni, oltre il lavoro editoriale, Garcia y Garcia ha pubblicato i suoi contributi più significativi per la storia e la conoscenza delle città vesuviane, in modo speciale per Pompei.

## Opere
- Laurentino García y García, "Nova bibliotheca pompeiana. 250 anni di bibliografia archeologica", Scienze e Lettere, 1998, ISBN 978-88-8569-970-0
- Laurentino García y García, "Vestigia ercolanesi e descrizione del Vesuvio nei resoconti di viaggio di Johann Caspar Von Goethe", Arbor Sapientiae Editore, 2001,
- Laurentino García y García, "Alunni, maestri e scuole a Pompei. L'infanzia, la giovinezza e la cultura in epoca romana", Scienze e Lettere, 2004, ISBN 978-88-8862-012-1
- Laurentino García y García, "Pupils, teachers and schools in Pompeii, Scienze e Lettere", 2005, ISBN 978-88-8862-025-1
- Laurentino García y García, "Danni di guerra a Pompei: una dolorosa vicenda quasi dimenticata: con numerose notizie sul Museo pompeiano distrutto nel 1943", L'Erma di Bretschneider, 2006, ISBN 978-88-8265-369-9
- Laurentino García y García, "Questioni pompeiane ed altri scritti di Raffaele Garrucci" (scritto assieme a Claudio Ferone), Editore Bardi, Roma 2008, ISBN 8888620559
- Laurentino García y García, "Nuova bibliotheca pompeiana", Arbor Sapientiae Editore, 2012, ISBN 8897805086

### Contributi in riviste specializzate ed editoriali
Oltre a diversi articoli in riviste archeologiche e specializzate ha curato anche le seguenti edizioni:
- Giacomo Castrucci, "Tesoro Letterario di Ercolano" (1858),  Ed. Bardi, Roma 1999.
- Louis Barré, "Museo Segreto" (1877) , Marius, Pompei 2001.
- Carlo Giordano e Isidoro Kahn, "Testimonianze ebraiche a Pompei, Ercolano, Stabia e nelle città della Campania Felix" (1966) , 3.ed., Bardi, Roma 2001 (tradotto anche in inglese: "The Jews in Pompeii, Herculaneum, Stabiae and in the Cities of Campania Felix", 3rd ed., Bardi, Roma 2001).
- Virgilio Catalano, "Case abitanti e culti di Ercolano" (1961) , Ed. Bardi, Roma 2002.
- Carlo Giordano e Angelandrea Casale, "Perfumes, unguents and hairstyles in Pompeii. Profumi, unguenti e acconciature in Pompei antica" (1992), 2.ed., Ed. Bardi, Roma 2008